# Sebespatak (Szlovákia)
Sebespatak (1899-ig Bisztró, szlovákul: Rožňavské Bystré, németül: Neuhaus) község Szlovákiában, a Kassai kerület Rozsnyói járásában.

## Fekvése
Rozsnyótól 7 km-re, nyugatra található.

## Története
A 13. század második felében keletkezhetett, első írásos említése 1318-ban „Sebuspopotak” néven történt. 1362-ben „Sebespatak”, 1602-ben „Biztro alias Sebespatak” alakban szerepel az írott forrásokban. A csetneki Bebek család birtoka, majd a krasznahorkai váruradalom része. Ősi bányásztelepülés, ahol kezdetben aranyat, ezüstöt, később rezet és vasat bányásztak. Lakói a bányászaton kívül főként földműveléssel, favágással, szénégetéssel, fuvarozással foglalkoztak. A 16. században a török elpusztította a falut és elnéptelenedett. A 17. században a Balogh, a 18. században az Andrássy család birtoka volt. 1710-ben a pestisjárvány 155 áldozatot követelt. 1720-ban csak 9 család élt a községben. 1828-ban 48 házában 415 lakos élt.
Fényes Elek geográfiai szótárában: „Bisztró vagy Sebespatak, tót falu, Gömör és Kis-Honth egyesült vármegyékben, Csetnek és Rozsnyó közt, mindeniktől egyenlő távolságra: 26 kath., 389 evang. lak. – Földe, rétje lehetős; erdeje van; a hegyeiben vasat, rezet ásnak. F. u. a csetneki uradalom.”
Gömör-Kishont vármegye monográfiája szerint: „Sebespatak, a gencsi patak mellett fekvő tót kisközség, körjegyzőségi székhely, 84 házzal és 439 ág. ev. h. vallású lakossal. 1362-ben a Csetnekiek birtoka. 1666-ban a Balogh család kezén van, azután az Andrássyak szerzik meg; a mult század elején a Rokfalussyak és a Kirinyiek is bírnak benne részeket. Most gr. Andrássy Dénesnek van itt nagyobb birtoka. Azelőtt a községnek Bisztró volt a tót neve. A községhez tartozó hegyek vasérczet és rezet tartalmaznak. 1896-ban az egész falu leégett. Ág. h. ev. temploma 1844-ben épült. A község postája, távírója és vasúti állomása Csetnek.”
1920-ig Gömör-Kishont vármegye Rozsnyói járásához tartozott.

## Népessége
| Év:            | 1994. | 2004.   | 2014.   | 2024.    |
| -------------- | ----- | ------- | ------- | -------- |
| Emberek száma: | 568   | 582     | 632     | 551      |
| Eltérés:       |       | +2,46 % | +8,59 % | -12,81 % |

| Év:            | 2023. | 2024.   |
| -------------- | ----- | ------- |
| Emberek száma: | 563   | 551     |
| Eltérés:       |       | -2,13 % |

1910-ben 455, túlnyomórészt szlovák lakosa volt.
2001-ben 585 lakosából 568 szlovák volt.
2011-ben 619 lakosából 542 szlovák.

## Nevezetességei
- Evangélikus temploma 1844-ben épült klasszicista stílusban. Késő barokk oltára a 18. század második felében készült.